# モスクワ数学会
モスクワ数学会（ロシア語：Московское математическое общество、略称：MMO）は、モスクワの数学者による学会。ロシア国内の数学の発展を目的としている。
同学会の最初の会合は1864年9月27日（グレゴリオ暦）。Nikolai Brashman が初代会長となった。

## 歴代会長

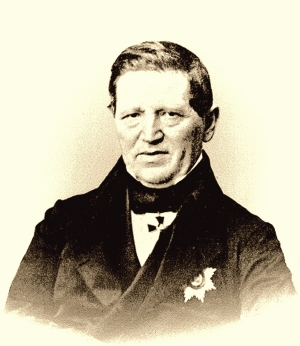
初代会長、Nikolai Brashman

- Nikolai Brashman (1864-1866)
- A. Yu. Davidov (1866-1886)
- Vasily Jakovlevich Zinger (1886-1891)
- Nikolai Bugaev (1891-1903)
- P. A. Nekrasov (1903-1905)
- ニコライ・ジュコーフスキー (1905-1921)
- Boleslav Mlodzeevskii (1921-1923)
- Dmitri Egorov (1923-1930)
- Ernst Kolman (1930-1932)
- Pavel Alexandrov (1932-1964)
- アンドレイ・コルモゴロフ (1964–1966, 1973–1985)
- イズライル・ゲルファント (1966–1970)
- Igor Shafarevich (1970–1973)
- セルゲイ・ノヴィコフ (1985-1996)
- ウラジーミル・アーノルド (1996-2010)
- Victor Anatolyevich Vassiliev (2010-)